# Białośliwie (gmina)
Białośliwie – gmina wiejska w województwie wielkopolskim, w powiecie pilskim. W latach 1975–1998 gmina położona była w województwie pilskim.
Siedziba gminy to Białośliwie.
Według danych z listopada 2024 roku gminę zamieszkiwało 4512 osób.

## Struktura powierzchni
Według danych z roku 2002 gmina Białośliwie ma obszar 75,68 km², w tym:
- użytki rolne: 74%
- użytki leśne: 11%

Gmina stanowi 5,97% powierzchni powiatu.

## Demografia

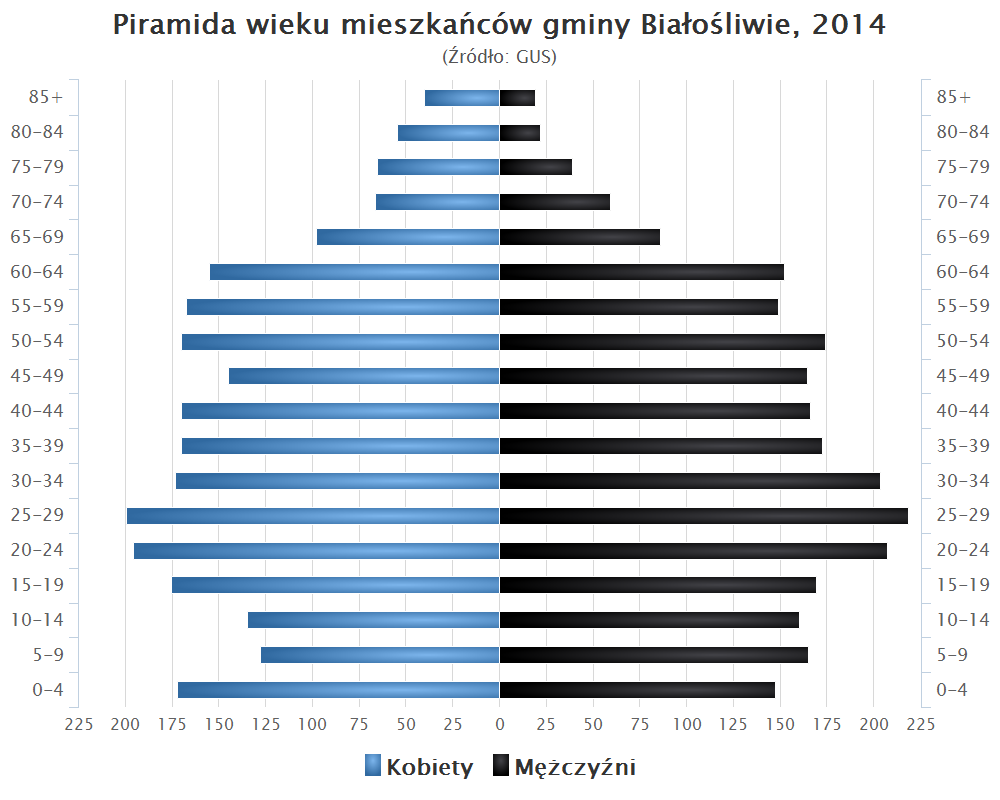
Piramida wieku mieszkańców gminy Białośliwie w 2014 roku

Dane z 30 czerwca 2004:
| Opis                              | Ogółem | Ogółem | Kobiety | Kobiety | Mężczyźni | Mężczyźni |
| --------------------------------- | ------ | ------ | ------- | ------- | --------- | --------- |
| jednostka                         | osób   | %      | osób    | %       | osób      | %         |
| populacja                         | 4867   | 100    | 2429    | 49,9    | 2438      | 50,1      |
| gęstość zaludnienia (mieszk./km²) | 64,3   | 64,3   | 32,1    | 32,1    | 32,2      | 32,2      |

## Sołectwa
Białośliwie, Dębówko Nowe, Dębówko Stare, Dworzakowo, Krostkowo, Nieżychowo, Pobórka Mała, Pobórka Wielka, Tomaszewo.
Miejscowość bez statusu sołectwa: Białośliwie (osada), Nieżychowo (osada), Nieżychówko.

## Sąsiednie gminy
Miasteczko Krajeńskie, Szamocin, Wyrzysk, Wysoka